# Hackerangriff auf die ukrainische Stromversorgung 2015
Am 23. Dezember 2015 kam es in der Ukraine zu dem weltweit ersten großen Stromausfall, der durch einen Hackerangriff verursacht wurde. Ziel des Angriffs war der Versorger Прикарпаттяобленерго. Etwa 230.000 Kunden in der westukrainischen Region Iwano-Frankowsk waren davon betroffen.

## Ablauf
Betroffen waren insgesamt drei Stromversorger, wobei es jedoch nur bei einem zu großen Ausfällen kam. Die Stromversorger wurden offenbar wegen des relativ hohen Automatisierungsgrads ihrer Verteilnetze (SCADA) ausgewählt. Die Angreifer drangen zunächst in die IT-Umgebung der Verwaltung der Stromversorger ein. Hierzu nutzten sie Phishing-E-Mails mit manipulierten Microsoft-Office-Dokumenten, die bösartige Makros enthielten (BlackEnergy). Die IT-Umgebung der Verwaltung war über VPN-Verbindungen mit der IT-Umgebung der Netzleittechnik verbunden. Die Angreifer arbeiteten sich in mehreren Monaten vom Verwaltungsnetz in die Netzleittechnik vor. Der Blackout wurde dann durch operativen Eingriff in die Netzleittechnik und Trennung mehrerer Umspannwerke per Fernwirktechnik ausgelöst. Parallel löschten die Angreifer Dateien, um eine Wiederherstellung der Systeme zu verzögern und legten das Callcenter eines Versorgers mit einem Denial-of-Service-Angriff lahm. Trotzdem gelang es den betroffenen Versorgern, die Stromversorgung binnen drei Stunden wiederherzustellen.

## Politische Bewertung
Der Vorfall ereignete sich vor dem Hintergrund des im Vorjahr begonnenen Russisch-Ukrainischen Krieges. Somit fiel auf Russland auch der Verdacht, den Blackout in der Westukraine verursacht zu haben. Dies löste mehrere internationale Untersuchungen des Vorfalls aus. Eine ausführliche Analyse des Angriffs wurde im März 2016 von den Institutionen E-ISAC und ICS-SANS veröffentlicht. Auch das BSI machte Russland für die Attacke verantwortlich. Die vermutlich verantwortliche Hackergruppe wird vom amerikanischen Geheimdienst unter dem Namen Sandworm geführt.